# Cóbdar (kommunhuvudort)
Cóbdar är en kommunhuvudort i Spanien.   Den ligger i provinsen Provincia de Almería och regionen Andalusien, i den sydöstra delen av landet, 400 km söder om huvudstaden Madrid. Cóbdar ligger 620 meter över havet och antalet invånare är 251.
Terrängen runt Cóbdar är kuperad. Runt Cóbdar är det glesbefolkat, med 10 invånare per kvadratkilometer. Närmaste större samhälle är Albox, 15,1 km norr om Cóbdar. Omgivningarna runt Cóbdar är i huvudsak ett öppet busklandskap.